# 2013年のセントラル・リーグクライマックスシリーズ
2013年のセントラル・リーグクライマックスシリーズは、2013年（平成25年）10月に開催された、プロ野球セントラル・リーグのクライマックスシリーズである。

## 概要
クライマックスシリーズは、日本選手権シリーズの出場権を懸けたプレーオフトーナメントである。広島東洋カープは1997年以来16年ぶりのAクラスで、クライマックスシリーズは今回が初出場。
なお今大会では特別ルールを適用し、対戦チームの成績上位チームが引き分けでも勝ち抜けが決定する可能性のある試合において、次の場合にコールドゲームを採用する。
1. その試合において、延長12回表（成績下位チーム側）終了時点で同点の場合は、12回裏（成績上位チーム側）の攻撃は実施せず、その場でコールドゲームとする
2. 12回表で成績下位チーム側がリードして12回裏の攻撃を迎えた場合は、成績上位チーム側が同点に追いついた段階をもってコールドゲームとする

### ファーストステージ
2013年度レギュラーシーズン第2位の阪神タイガースと第3位の広島東洋カープが3戦2勝先取制で争い、勝者がファイナルステージに進出する。
会期：10月12日から10月14日（予備日：10月15日 - 15日までにすべての試合が消化できない場合は打ち切り 複数試合中止となった場合でも、ダブルヘッダーは行わない）
試合開始時間：全試合とも14時開始（10月15日に予備日が生じた場合に限り18時開始）
球場：阪神甲子園球場
ファーストステージ限定でセブン-イレブンが冠スポンサーとなり、「2013セブン-イレブンクライマックスシリーズ セ ファーストステージ」として開催する。

### ファイナルステージ
2013年度レギュラーシーズン第1位の読売ジャイアンツ（1勝分のアドバンテージが与えられる）とファーストステージ勝利チームの広島東洋カープが6戦4勝先取制で争い、勝者がコナミ日本シリーズ2013への出場権を得る。
会期：10月16日から10月21日（予備日：10月22日・23日 - 23日までにすべての試合が消化できない場合は打ち切り 複数試合中止となった場合でも、ダブルヘッダーは行わない）
試合開始時間：全試合とも18時
球場：東京ドーム
ファイナルステージ限定でアットホームが冠スポンサーとなり、「2013 アットホーム クライマックスシリーズ セ ファイナルステージ」として開催される。

### トーナメント表
|  | 1stステージ（準決勝） | 1stステージ（準決勝） |                         |      | ファイナルステージ（決勝） | ファイナルステージ（決勝） |
|  |                       |                       |                         |      |                            |                            |
|  |                       |                       |                         |      |                            |                            |
|  |                       |                       |                         |      |                            |                            |
|  |                       |                       |                         |      |                            |                            |
|  |                       |                       | （6戦4勝制） 東京ドーム |      |                            |                            |
|  |                       |                       |                         |      |                            |                            |
|  | 巨人                  | ☆○○○                  |                         |      |                            |                            |
|  | 巨人                  | ☆○○○                  | （3戦2勝制） 甲子園球場 |      |                            |                            |
|  |                       |                       | 広島                    | ★●●● |                            |                            |
|  | 阪神                  | ●●                    | 広島                    | ★●●● |                            |                            |
|  | 阪神                  | ●●                    |                         |      |                            |                            |
|  | 広島                  | ○○                    |                         |      |                            |                            |
|  | 広島                  | ○○                    |                         |      |                            |                            |
|  |                       |                       |                         |      |                            |                            |
|  |                       |                       |                         |      |                            |                            |
|  |                       |                       |                         |      |                            |                            |
|  |                       |                       |                         |      |                            |                            |

☆・★=ファイナルステージのアドバンテージによる1勝・1敗分

## 日程

### ファーストステージ
| 日付                 | 試合  | ビジター球団（先攻） | スコア | ホーム球団（後攻） | 開催球場       |
| 10月12日（土）       | 第1戦 | 広島東洋カープ       | 8 - 1  | 阪神タイガース     | 阪神甲子園球場 |
| 10月13日（日）       | 第2戦 | 広島東洋カープ       | 7 - 4  | 阪神タイガース     | 阪神甲子園球場 |
| 勝者：広島東洋カープ |       |                      |        |                    |                |

### ファイナルステージ
| 日付                   | 試合           | ビジター球団（先攻） | スコア | ホーム球団（後攻） | 開催球場   |
| アドバンテージ         | アドバンテージ | 広島東洋カープ       |        | 読売ジャイアンツ   |            |
| 10月16日（水）         | 第1戦          | 広島東洋カープ       | 2 - 3  | 読売ジャイアンツ   | 東京ドーム |
| 10月17日（木）         | 第2戦          | 広島東洋カープ       | 0 - 3  | 読売ジャイアンツ   | 東京ドーム |
| 10月18日（金）         | 第3戦          | 広島東洋カープ       | 1 - 3  | 読売ジャイアンツ   | 東京ドーム |
| 勝者：読売ジャイアンツ |                |                      |        |                    |            |

## 試合経過等

### ファーストステージ
| 日付                 | 試合  | ビジター球団（先攻） | スコア | ホーム球団（後攻） | 開催球場       |
| 10月12日（土）       | 第1戦 | 広島東洋カープ       | 8 - 1  | 阪神タイガース     | 阪神甲子園球場 |
| 10月13日（日）       | 第2戦 | 広島東洋カープ       | 7 - 4  | 阪神タイガース     | 阪神甲子園球場 |
| 勝者：広島東洋カープ |       |                      |        |                    |                |

#### 第1戦（10月12日）

##### 概要（ファーストS第1戦）
球団初のCS試合となった広島が3本の本塁打攻勢で8点を挙げて先勝した。
広島の先発は勝ち頭の前田健。阪神は能見やメッセンジャーでなく、高卒新人では初のCS先発となる藤浪が登板。4回表に広島が松山の適時打で先制。阪神は直後の4回裏に今成の適時打で同点に追いつくも、広島は直後の5回表にキラの3点本塁打で逆転。藤浪は5回7安打4失点の内容で降板。広島は9回表にも丸の本塁打、岩本の3点本塁打で4点を追加し阪神を突き放した。前田健は阪神打線を7回まで散発5安打1失点に抑える好投。8回裏は永川勝、9回裏はミコライオがそれぞれ無安打で抑えた。

##### スコア（ファーストS第1戦）
●阪神 1 ‐ 8 広島○（阪神甲子園球場）
|      | 1 | 2 | 3 | 4 | 5 | 6 | 7 | 8 | 9 | R | H  | E |
| ---- | - | - | - | - | - | - | - | - | - | - | -- | - |
| 広島 | 0 | 0 | 0 | 1 | 3 | 0 | 0 | 0 | 4 | 8 | 13 | 0 |
| 阪神 | 0 | 0 | 0 | 1 | 0 | 0 | 0 | 0 | 0 | 1 | 5  | 1 |

1. （広島1勝0敗）
2. 広：○前田健（7回）‐ 永川（1回）‐ ミコライオ（1回）
3. 神：●藤浪（5回）‐ 久保（1回）‐ ボイヤー（0回2/3）‐ 加藤（0回1/3）‐ 筒井（1回1/3）‐ 玉置（0回2/3）
4. 勝利：前田健（1勝）
5. 敗戦：藤浪（1敗）
6. 本塁打
広：キラ1号（5回3点・藤浪）、丸1号（9回1点・筒井）、岩本1号（9回3点・玉置）
7. 審判
［球審］吉本
［塁審］橘高（1B）、白井（2B）、深谷（3B）
［外審］佐藤（LL）、嶋田（RL）
8. 開始：14時00分 観衆：46,923人 時間：3時間34分

##### オーダー（ファーストS第1戦）
| 広島 | 広島   | 広島         |
| 打順 | 守備   | 選手         |
| ---- | ------ | ------------ |
| 1    | [中]右 | 丸           |
| 2    | [二]   | 菊池         |
| 3    | [遊]   | 梵           |
|      | 走三   | 上本         |
| 4    | [一]   | キラ         |
|      | 走中   | 赤松         |
| 5    | [右]   | 松山         |
|      | 打右   | 廣瀬         |
|      | 打一   | 岩本         |
| 6    | [左]   | エルドレッド |
|      | 左     | 天谷         |
| 7    | [捕]   | 石原         |
| 8    | [三]遊 | 木村         |
| 9    | [投]   | 前田健       |
|      | 打     | 下水流       |
|      | 投     | 永川         |
|      | 投     | ミコライオ   |

| 阪神 | 阪神 | 阪神     |
| 打順 | 守備 | 選手     |
| ---- | ---- | -------- |
| 1    | [二] | 西岡     |
| 2    | [三] | 坂       |
| 3    | [遊] | 鳥谷     |
| 4    | [左] | マートン |
| 5    | [中] | 福留     |
| 6    | [右] | 今成     |
| 7    | [一] | 新井     |
| 8    | [捕] | 藤井     |
|      | 打   | 柴田     |
|      | 投   | ボイヤー |
|      | 投   | 加藤     |
|      | 打   | 桧山     |
|      | 投   | 筒井     |
|      | 投   | 玉置     |
| 9    | [投] | 藤浪     |
|      | 打捕 | 日高     |

##### 記録（ファーストS第1戦）
チーム
- 球団初試合：広島
- 球団初勝利：広島

個人
- 高卒新人での先発：藤浪晋太郎（阪神）、史上初

#### 第2戦（10月13日）

##### 概要（ファーストS第1戦）
広島が逆転勝利で2連勝とし、CS初出場でファイナルステージ進出を決めた。
阪神は1回裏に西岡の先頭打者本塁打で先制。広島は6回表にキラの適時二塁打で同点とし、エルドレッドの適時打で逆転。7回表には梵の適時三塁打、8回表には小窪の適時三塁打と菊池の犠飛が飛び出し、小刻みに加点する。阪神は8回裏に柴田の適時打で1点を返すが、広島は9回表に福原の暴投で1点を追加。阪神は9回裏2死1塁から既に現役引退を表明している桧山が代打でポストシーズン史上最年長記録となる2点本塁打を放つものの、新井が空振り三振に倒れて試合終了。広島が2連勝でファイナルステージ進出を決めた。3位からのファイナルステージ進出は8チーム目、勝率5割未満での進出は史上初となった。広島はビジターゲームでのポストシーズン最後の勝利になった。
阪神は2連敗でCS敗退。2008年からCSでは5連敗。4度出場するもすべてファーストステージで敗退することとなった。

##### スコア（1st第2戦）
●阪神 4 ‐ 7 広島○（阪神甲子園球場）
|      | 1 | 2 | 3 | 4 | 5 | 6 | 7 | 8 | 9 | R | H  | E |
| ---- | - | - | - | - | - | - | - | - | - | - | -- | - |
| 広島 | 0 | 0 | 0 | 0 | 0 | 2 | 1 | 3 | 1 | 7 | 11 | 0 |
| 阪神 | 1 | 0 | 0 | 0 | 0 | 0 | 0 | 1 | 2 | 4 | 6  | 2 |

1. （広島2勝0敗）
2. 広：○バリントン（5回）‐ 横山（2回） - 永川（1回）‐ ミコライオ（1回）
3. 神：●メッセンジャー（5回2/3）‐ 久保（0回1/3）‐ 安藤（0回1/3）‐ 加藤（0回2/3）‐ ボイヤー（1回）‐ 福原（1回）
4. 勝利：バリントン（1勝）
5. 敗戦：メッセンジャー（1敗）
6. 本塁打
神：西岡1号（1回1点・バリントン）、桧山1号（9回2点・ミコライオ）
7. 審判
［球審］深谷
［塁審］白井（1B）、佐藤（2B）、嶋田（3B）
［外審］福家（LL）、橘高（RL）
8. 開始：14時00分 観衆：46,902人 時間：3時間2分

##### オーダー（ファーストS第2戦）
| 広島 | 広島 | 広島         |
| 打順 | 守備 | 選手         |
| ---- | ---- | ------------ |
| 1    | [中] | 丸           |
| 2    | [二] | 菊池         |
| 3    | [遊] | 梵           |
| 4    | [一] | キラ         |
| 5    | 右   | 松山         |
|      | 打右 | 迎           |
| 6    | [左] | エルドレッド |
|      | 走左 | 天谷         |
| 7    | [三] | 木村         |
| 8    | [捕] | 石原         |
| 9    | [投] | バリントン   |
|      | 打   | 岩本         |
|      | 投   | 横山         |
|      | 打   | 小窪         |
|      | 投   | 永川         |
|      | 投   | ミコライオ   |

| 阪神 | 阪神 | 阪神           |
| 打順 | 守備 | 選手           |
| ---- | ---- | -------------- |
| 1    | [二] | 西岡           |
| 2    | [中] | 大和           |
|      | 投   | 安藤           |
|      | 投   | 加藤           |
|      | 投   | ボイヤー       |
|      | 投   | 福原           |
|      | 打   | 上本           |
| 3    | [遊] | 鳥谷           |
| 4    | [左] | マートン       |
| 5    | [右] | 福留           |
|      | 右中 | 俊介           |
|      | 打   | 桧山           |
| 6    | [一] | 新井           |
| 7    | [三] | 坂             |
| 8    | [捕] | 藤井           |
|      | 打   | 今成           |
|      | 捕   | 清水           |
| 9    | [投] | メッセンジャー |
|      | 投   | 久保           |
|      | 打右 | 柴田           |

##### 記録（ファーストS第2戦）
チーム
- シーズン勝率5割未満チームのファイナルステージ進出：広島、史上初

個人
- ポストシーズン史上最年長本塁打：桧山進次郎（阪神）、44歳。9回2死からミコライオから2ラン。

### ファイナルステージ
| 日付                   | 試合           | ビジター球団（先攻） | スコア | ホーム球団（後攻） | 開催球場   |
| アドバンテージ         | アドバンテージ | 広島東洋カープ       |        | 読売ジャイアンツ   |            |
| 10月16日（水）         | 第1戦          | 広島東洋カープ       | 2 - 3  | 読売ジャイアンツ   | 東京ドーム |
| 10月17日（木）         | 第2戦          | 広島東洋カープ       | 0 - 3  | 読売ジャイアンツ   | 東京ドーム |
| 10月18日（金）         | 第3戦          | 広島東洋カープ       | 1 - 3  | 読売ジャイアンツ   | 東京ドーム |
| 勝者：読売ジャイアンツ |                |                      |        |                    |            |

#### 第1戦（10月16日）

##### 概要（ファイナルS第1戦）
広島は2回表に巨人の守備の乱れから2点を先制。巨人は4回裏にロペスの犠飛で1点を返し、6回裏にはシーズン終盤絶不調だった坂本が、大竹のこの試合唯一の失投となるスライダーを左中間に運び 同点本塁打。さらに7回裏には2回に自らの失策で2点を与える事になった村田が挽回の右前適時打で勝ち越し。その後、山口、マシソン、西村と盤石のリレーで逃げ切った。広島は試合後に野村監督が「2点をとった後チャンスを作れなかった」とコメントしたように、5回二死満塁で無得点、9回二死1・2塁で菊池のゴロを坂本に好捕されたが内野安打となった際に二塁走者の赤松が三塁オーバーランでタッチアウトで試合終了になるなど、決定打に欠けた。
巨人はリーグ優勝のアドバンテージを含め、対戦成績を2勝0敗とした。また過去全て敗戦と鬼門となっていたファイナルステージ初戦は6回目で初勝利になった。

##### スコア（ファイナルS第1戦）
○巨人 3 ‐ 2 広島●（東京ドーム）
|      | 1 | 2 | 3 | 4 | 5 | 6 | 7 | 8 | 9 | R | H | E |
| ---- | - | - | - | - | - | - | - | - | - | - | - | - |
| 広島 | 0 | 2 | 0 | 0 | 0 | 0 | 0 | 0 | 0 | 2 | 8 | 1 |
| 巨人 | 0 | 0 | 0 | 1 | 0 | 1 | 1 | 0 | X | 3 | 6 | 1 |

1. （巨人2勝0敗）
2. 広：大竹（6回）‐ ●横山（1回） - 久本（1回）
3. 巨：内海（4回）‐ 澤村（2回）‐ ○山口（1回）‐ マシソン（1回）‐ S西村（1回）
4. 勝利：山口（1勝）
5. セーブ：西村（1S）
6. 敗戦：横山（1敗）
7. 本塁打
巨：坂本1号（6回1点・大竹）
8. 審判
［球審］東
［塁審］敷田、真鍋、牧田
［外審］小林和、丹波
9. 開始：18時00分、試合時間：3時間27分、観客：45,107人
国歌独唱：三宅由佳莉（海上自衛官）。始球式：竹田恒和（日本オリンピック委員会会長）。

#### 第2戦（10月17日）

##### 概要（ファイナルS第2戦）
巨人は3回裏1死一、二塁の場面で今季2本塁打、通算でも4本塁打の寺内が「まさか入るとは思わなかった」とコメントした3ラン本塁打でまず先制。巨人先発の菅野はシーズン中ほとんど使わなかったフォークボールを多投し、8回まで広島打線を1安打に抑える好投。セ・リーグCS史上初の完封で勝利した。広島打線は9回表に連打と四球で1死満塁としたものの、エルドレッドと梵が凡退するなど後が続かず、ここまでファイナルステージでは適時打が1本も出ていない。
巨人はリーグ優勝のアドバンテージを含め対戦成績を3勝0敗として、日本シリーズ進出に王手をかけた。

##### スコア（ファイナルS第2戦）
○巨人 3 - 0 広島●（東京ドーム）
|      | 1 | 2 | 3 | 4 | 5 | 6 | 7 | 8 | 9 | R | H | E |
| ---- | - | - | - | - | - | - | - | - | - | - | - | - |
| 広島 | 0 | 0 | 0 | 0 | 0 | 0 | 0 | 0 | 0 | 0 | 3 | 0 |
| 巨人 | 0 | 0 | 3 | 0 | 0 | 0 | 0 | 0 | X | 3 | 6 | 0 |

1. （巨人3勝0敗）
2. 広：●前田健（5回）- 久本（0回1/3）- 中田（0回2/3）- 今井（2回）
3. 巨：○菅野（9回）
4. 勝利：菅野（1勝）
5. 敗戦：前田健（1敗）
6. 本塁打
巨：寺内1号（3回3点・前田健）
7. 審判
［球審］牧田
［塁審］真鍋、小林和、丹波
［外審］山路、敷田
8. 開始：18時00分、試合時間：2時間26分、観衆：45316人

#### 第3戦（10月18日）

##### 概要（ファイナルS第3戦）
巨人が3連勝で2年連続の日本シリーズ進出を決めた。
広島は1回表に一死二塁から梵の適時打で1点を先制。一方の巨人は3回裏に阿部の適時打で同点に追いつき、4回裏に坂本の適時二塁打で逆転、5回裏に阿部が2打席連続となる適時打で突き放した。巨人先発の杉内は、レギュラーシーズン終盤の不振が懸念され、前年はクライマックスシリーズ、日本シリーズとも登板できなかったことがあり、「2年分の気持ちを込めて投げた」という投球で、7回1失点の好投。その後巨人は8回裏にマシソン、9回裏は西村が無失点で抑える継投で勝利。2年連続の日本シリーズ進出を決めた。
このファイナルステージにおける巨人の9得点、広島の3得点はそれぞれファイナル突破チーム、ファイナル出場チームの最少得点記録となった。
ファイナル出場チームの最少得点記録は5年後にタイ記録が出ている。

##### スコア（ファイナルS第3戦）
○巨人 3 - 1 広島●（東京ドーム）
|      | 1 | 2 | 3 | 4 | 5 | 6 | 7 | 8 | 9 | R | H | E |
| ---- | - | - | - | - | - | - | - | - | - | - | - | - |
| 広島 | 1 | 0 | 0 | 0 | 0 | 0 | 0 | 0 | 0 | 1 | 3 | 0 |
| 巨人 | 0 | 0 | 1 | 1 | 1 | 0 | 0 | 0 | X | 3 | 7 | 0 |

1. （巨人4勝0敗）
2. 広：●野村（4回）- 横山（0回1/3）- 久本（0回2/3）- 今井（2回）- 永川（1回）
3. 巨：○杉内（7回）- マシソン（1回）- S西村（1回）
4. 勝利：杉内（1勝）
5. セーブ：西村（2S）
6. 敗戦：野村（1敗）
7. 審判
［球審］丹波
［塁審］小林和、山路、敷田
［外審］東、真鍋
8. 開始：18時00分、試合時間：2時間32分、観衆：46081人

## 表彰選手
- MVP：菅野智之（巨人）
  - 第2戦に先発し3安打完封勝利。

## テレビ・ラジオ放送

### テレビ放送

#### ファーストステージ放送日程（テレビ）
第1戦
- 読売テレビ（ytv）≪関西広域圏ローカル≫
  - 実況：小澤昭博、解説：川藤幸三、赤星憲広、ゲスト解説：山本昌（中日ドラゴンズ）、リポーター：尾山憲一（阪神サイド）、宮脇靖知（HTV、広島サイド）、（ヒーローインタビュー）立田恭三、本野大輔（各地の途中経過情報）
  - 放送時間:13:30 - 17:00（延長なし）
- 広島テレビ（HTV）≪広島県ローカル 制作協力：ytv（クレジット表記なし）≫
  - 実況：長野正実、解説：山本浩二、池谷公二郎、リポーター：宮脇靖知（広島サイドのみ）
  - 放送時間:14:00 - 17:00（13:30 - 14:00に事前番組を放送、延長なし。以後はマツダスタジアムパブリックビューイングへ裏送り）
- NHK BS1（『西武 vs ロッテ』とマルチ編成）
  - 実況：伊藤慶太（BK）、解説：梨田昌孝、リポーター：横山哲也（BK、阪神サイド）、鏡和臣（CK、広島サイド）
  - 放送時間:14:00 - 試合終了まで
- GAORA（Tigers-ai制作）
  - 実況：中井雅之、解説：岡義朗、リポーター：桐山隆（両サイド）

第2戦
- 朝日放送（ABC）≪関西広域圏ローカル、スカイA Sports+でも同時中継≫
  - 実況：清水次郎、解説：吉田義男、福本豊、矢野燿大、リポート：角野友紀（阪神サイドのみ）
  - 放送時間:14:00 - 15:55（最大延長17:25）
- 広島ホームテレビ（HOME）≪広島県ローカル 制作協力：ABC≫
  - 実況：榮真樹、解説：北別府学、高代延博、リポーター：松藤好典（広島サイド・ヒーローインタビュアー）、楠淳生（ABC、野村監督インタビュアー）
  - 放送時間:14:00 -15:55（最大延長17:00。17:00以降も17:30まで『勝ちグセ。サンデー恋すぽ』への内包扱いで中継。マツダスタジアムパブリックビューイングも実施）
- NHK BS1（『西武 vs ロッテ』とマルチ編成）
  - 実況：渡辺憲司（BK）、解説：大野豊、リポーター：高木修平（BK、阪神サイド）、北野剛寛（CK、広島サイド）
  - 放送時間:14:00 - 試合終了まで

第3戦は、毎日放送（MBS）≪関西広域圏ローカル、GAORAでも同時中継≫、中国放送（RCC）≪広島県ローカル 制作協力：MBS≫、NHK BS1（『西武 vs ロッテ』とマルチ編成）での放送が予定されていた（広島が2勝したため非開催）

#### ファイナルステージ放送日程（テレビ）
第1戦
- 日本テレビ（NTV）≪日本テレビ系列[20]≫
  - 放送時間:19:00（広島テレビは18:30 - ） - 20:54（延長なし）
- BS日テレ、日テレG+
  - 放送時間:18:00 - 19:00、20:52 - 21:39（トップ&リレー）、日テレG+は17:30 - 22:00（試合終了まで）

第2戦
- 日本テレビ（NTV）≪日本テレビ系列[21]≫
  - 放送時間:19:00（広島テレビは18:30 - ） - 20:36[22]（延長なし）
- NHK BS1
  - 放送時間:18:00 - 21:30（延長あり）
- 日テレG+
  - 放送時間:17:30 - 22:00（試合終了まで）

第3戦
- 日本テレビ（NTV）≪日本テレビ系列[23]≫
  - 放送時間:19:00（広島テレビは18:30 - ） - 20:54（日本シリーズ進出決定戦のため延長が予定されていたが、試合早終了のため延長なし）
- BS日テレ、日テレG+
  - 放送時間:18:00 - 19:00（トップナイター、日本シリーズ進出決定戦でない場合は20:52 - 21:54にリレーナイターを放送する予定であった）。日テレG+は17:30 - 22:00（試合終了まで）

第4戦以降も日本テレビ系列での放送が予定されていた（巨人が4勝（アドバンテージ1勝を含む）したため非開催）。また、ファーストステージ・ファイナルステージの全試合が、当日の地上波中継を担当する在広民放局の主幹でマツダスタジアムにてパブリックビューイングが行われた。

### ラジオ放送（ラジオ）

#### ファーストステージ放送日程（ラジオ）
- 広島の地元であるRCCは甲子園へ乗り込んで自社制作を実施した。
- 全試合がデーゲームとなったため、TBSラジオでの中継は行われない。
- NHKラジオ第1放送は当初は第2戦以降を近畿地区のみで放送（第1戦当日は大阪局制作の全国放送『かんさい土曜ほっとタイム』を優先）する予定であったが、中国地区も放送対象に加えられ、かつ第1戦の中国地区向け裏送りも実施された。
- 中日の地元であるCBCラジオ（JRN）と東海ラジオ（SF・NRN）は、クライマックスシリーズ開始以来初めて中日が出場しないものの、前年までの関係を踏襲し、CBCはABC、SFはMBSと相互ネットを組む形で例年通り中継を実施した[24]。
- 第3戦が非開催となったため、ニッポン放送はこの日の中継を予備カード扱いだったパリーグのクライマックスシリーズファーストステージ第3戦「西武対ロッテ」の中継に切り替えた。

#### ファイナルステージ放送日程（ラジオ）
- RCCでの中継は、当初全試合TBSラジオからのネット受けとされていたが、第2戦終了後に第4戦以降の自社制作を発表した。しかし、シリーズ自体が第3戦で終了したため自社制作は行われなかった。
- NHKラジオ第1放送は、第3戦以降の全国放送（ただし東北地区はパ・リーグの「楽天対ロッテ」を優先）に加えて、第1戦から第2戦までを広島県のみで放送する予定だったが、その後中国地区の全域が放送対象になった。
- ABCは阪神がファイナルステージ進出を決めた場合、自社製作で放送する予定になっていたが、阪神がファーストステージ敗退に終わったためTBSラジオからのネット受けに切りかえた。逆に競合局であるMBSは、阪神のファイナルステージ進出有無に関係なく、第1戦と第2戦は自社制作せずにLFからのネット受けとして、第3戦から自社製作で放送する形態を採った。
- 第2戦は早く試合が終了したため、TBSとLFの残り時間はパ・リーグファイナル第1戦「楽天対ロッテ」の放送を、TBCから配信を受けた（TBSは裏送り、LFはTBCからのネットをそのまま受ける）。またRF（同時ネットのGBS・CRK含む）では細渕武揚が、TBSよりネット受けのRCCでは桜井弘規が残り時間を引き継いだ。同様に早く試合が終了した第3戦においてもこの対応が取られた。TBSよりネット受けのCBC・ABC、LFよりネット受けのSF・MBSの4局での対応は不明。
- 第4戦以降が非開催となったため、第4・5戦当日については、MBSラジオは一部時間帯において代替番組（10月19日「河田直也&桜井一枝のうきうき土曜リクエスト・延長スペシャル」、10月20日「MBSタイガースライブ番外編」（第5戦の解説の予定であった藤本敦士（元東京ヤクルトスワローズ、シーズン終了後に引退）が振替出演）を放送した。また、第6戦当日については、NHKラジオ第1放送・TBSラジオ・ニッポン放送の3局がパ・リーグのファイナルシリーズ第4戦「楽天対ロッテ」の中継に切り替えた（TBSは第6戦の解説の予定であった槙原寛己・多村仁志（横浜DeNAベイスターズ）が振替出演した）。